# Rhinocorynura briseis
Rhinocorynura briseis är en biart som först beskrevs av Smith 1879.  Rhinocorynura briseis ingår i släktet Rhinocorynura och familjen vägbin. Inga underarter finns listade i Catalogue of Life.